# Kamphaeng Phet
Kamphaeng Phet (Thai: กำแพงเพชร, Aussprache: [kampʰɛːŋ pʰét]; früher Cha Kang Rao) ist eine Stadt (เทศบาลเมือง) in der thailändischen Provinz Kamphaeng Phet. Sie ist die Hauptstadt des Landkreises (Amphoe) Mueang Kamphaeng Phet und der Provinz Kamphaeng Phet. Die Provinz Kamphaeng Phet liegt in der Nordregion von Thailand.
Die Stadt Kamphaeng Phet hat 28.977 Einwohner.

## Etymologie
Der Name setzt sich aus กำแพง (Kamphaeng, „Mauer“) und เพชร (Phet, „Diamant“; aus Sanskrit वज्र, vájra, dem Namen des Donnerkeils des Gottes Indra) zusammen. Darin kommt der Wunsch zum Ausdruck, die Mauern der Festung Kamphaeng Phet, die ein Vorposten an der Grenze zu Birma war, mögen hart wie Diamant sein.
Das Wappen der Stadt (und der Provinz) zeigt dementsprechend einen Teil der historischen Stadtmauer mit Diamanten besetzt.

## Geographie
Kamphaeng Phet liegt etwa 360 Kilometer nordwestlich von Bangkok am Mae Nam Ping, einem der Zuflüsse des Mae Nam Chao Phraya. Die Umgebung ist durch reiche Wälder und dschungelbewachsene Höhenzüge bestimmt. Hier beginnen die Teakholzwälder des Nordens, die sich über Hunderte Kilometer bis Chiang Mai und an die Grenze zu Laos hinziehen, obwohl viele Teile bereits abgeholzt worden sind.

## Wirtschaft und Bedeutung
In der Nähe gibt es Erdöl- und Erdgasvorkommen, die zur Stromerzeugung genutzt werden.

## Geschichte
Kamphaeng Phet ist wahrscheinlich in den 1360er Jahren von König Lü Thai (พระยาลือไทย, reg. 1347–1368) als südlicher Vorposten und gleichzeitig als südwestliche Pufferzone des Königreiches von Sukhothai gegründet worden und blieb über Jahrhunderte eine wichtige Garnisonsstadt der Könige von Sukhothai und Ayutthaya. Überall trifft man noch auf sehenswerte Stätten aus der alten Zeit. Sie sind aus den charakteristischen roten Laterit-Ziegeln errichtet.
Seit 1991 zählt die Stadtmauer und der Geschichtspark Kamphaeng Phet zum Weltkulturerbe der UNESCO.

## Sehenswürdigkeiten

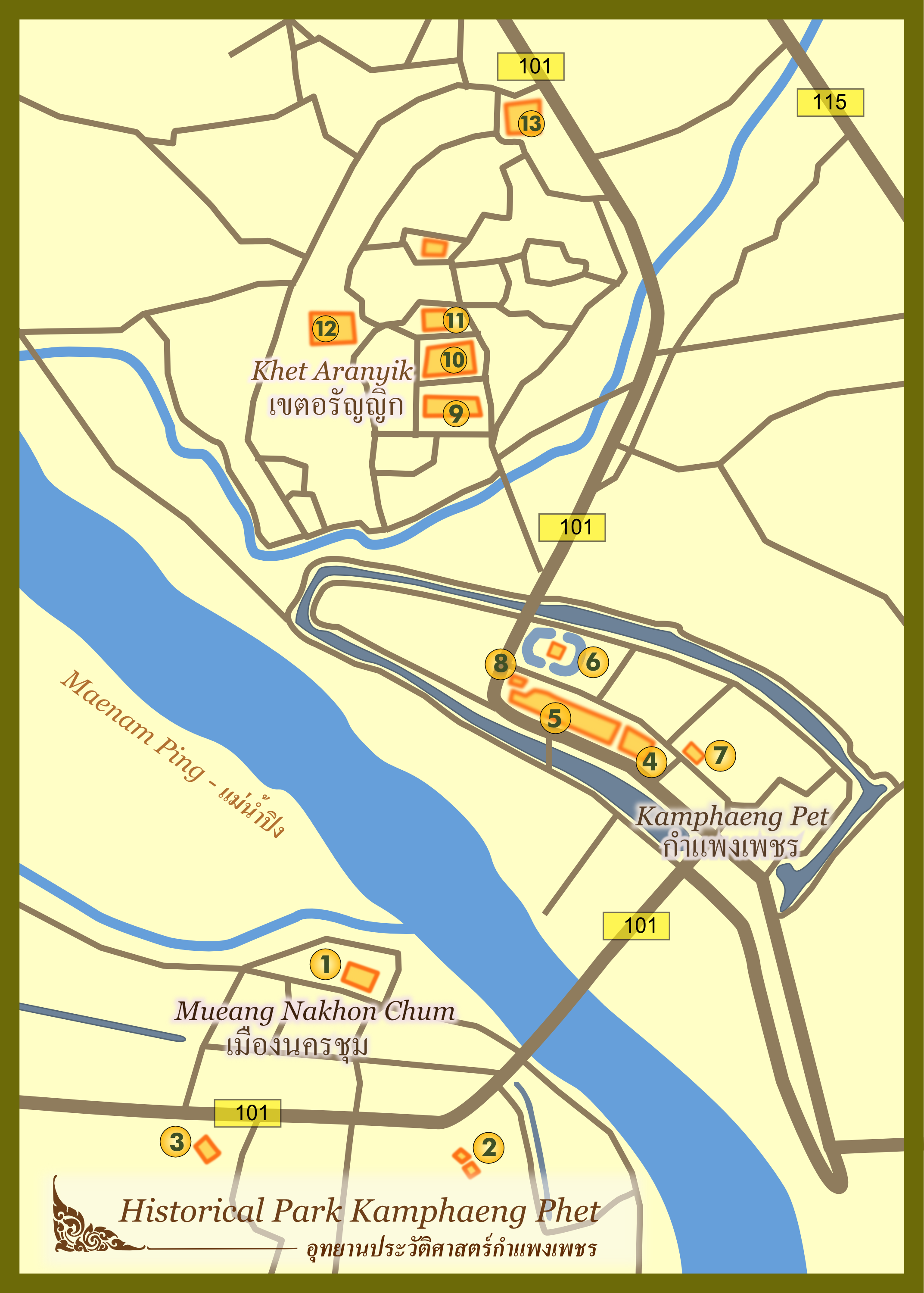
Der Geschichtspark Kamphaeng Phet

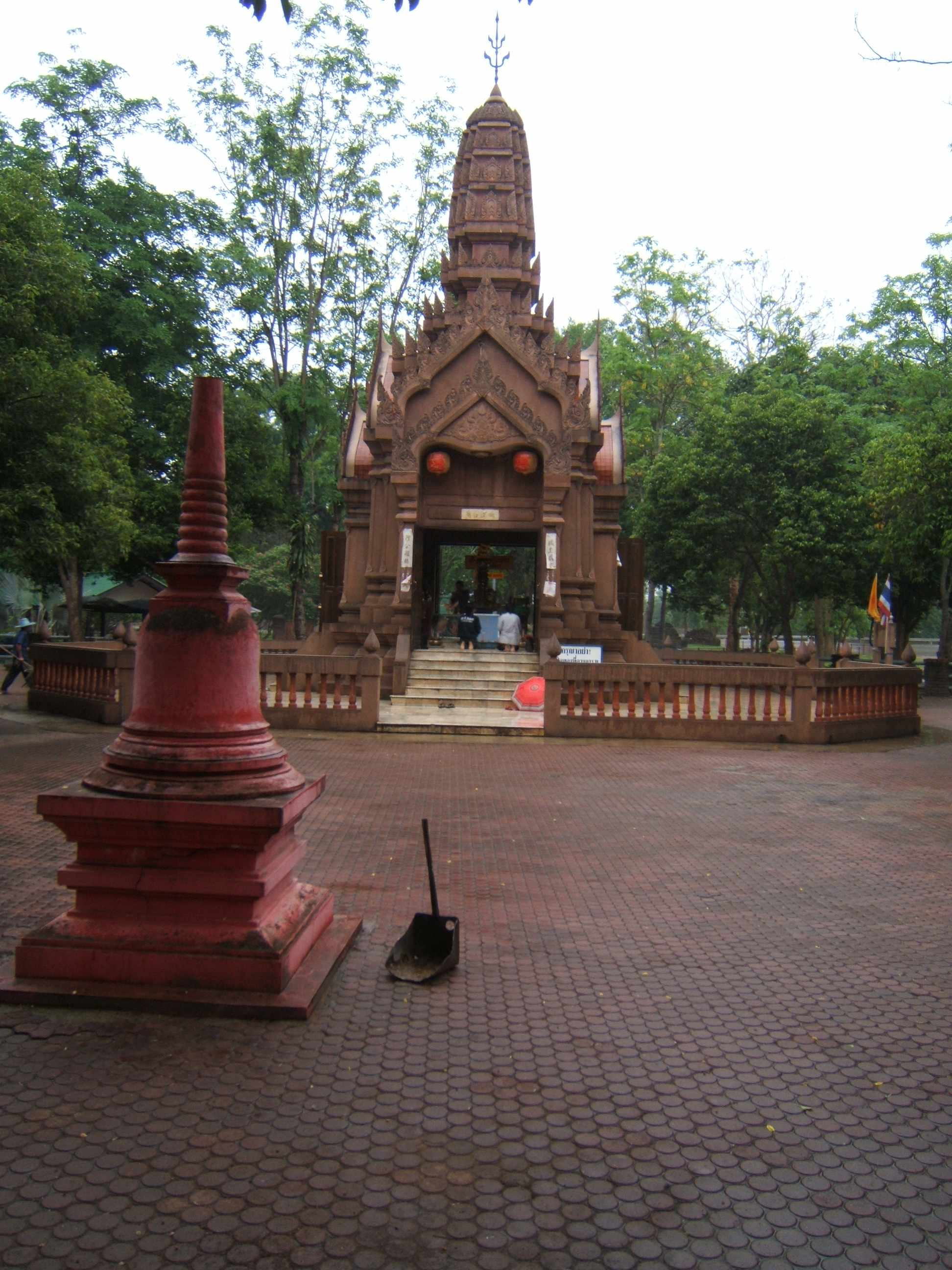
Lak Mueang von Kamphaeng Phet
Detail aus dem Lak Mueang von Kamphaeng Phet
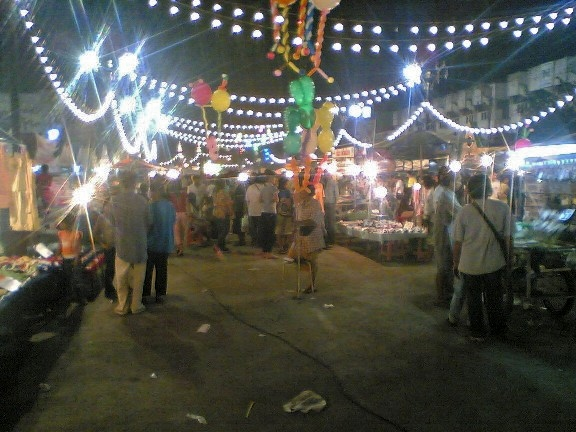
Bananenfestival in Kamphaeng Phet
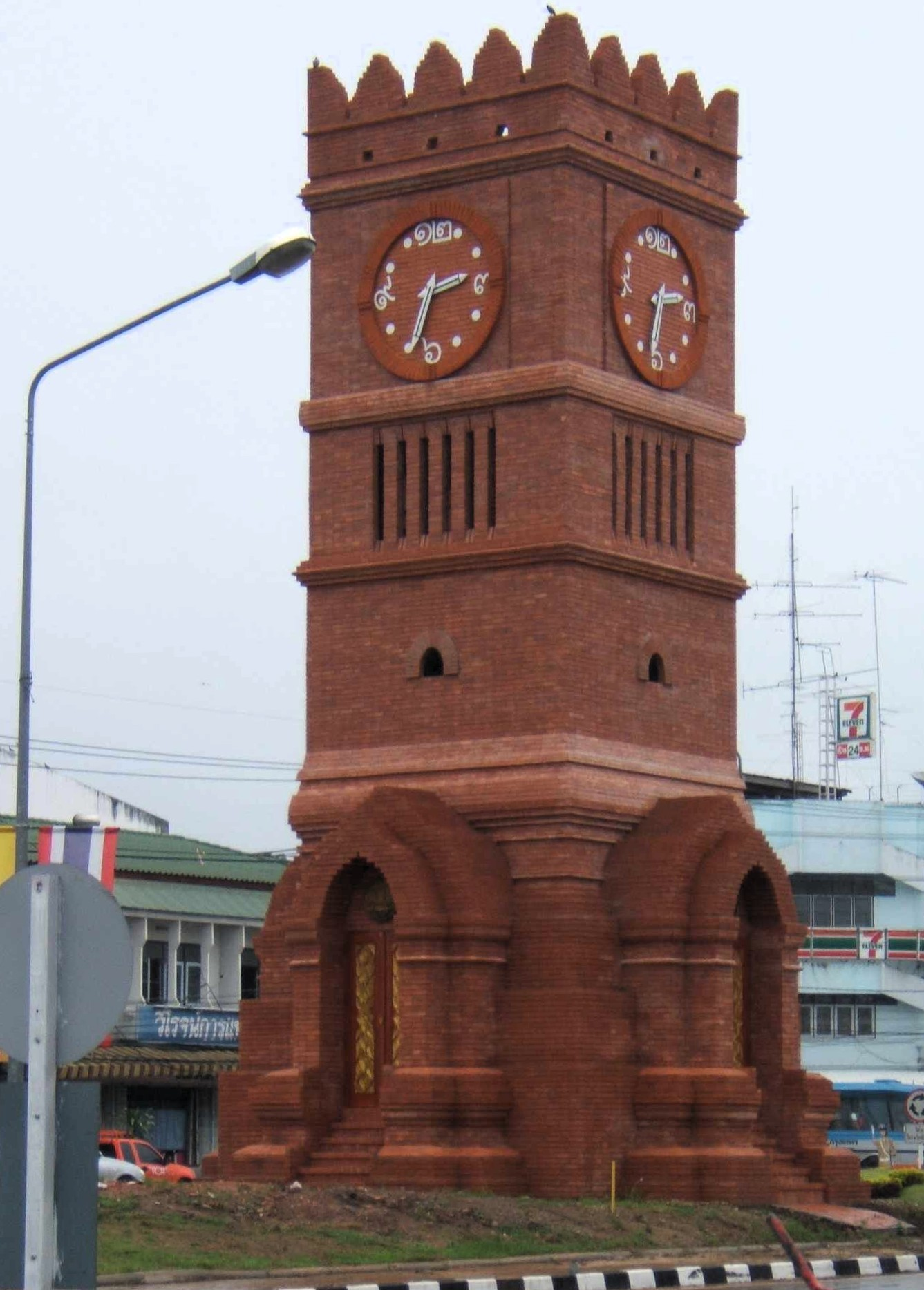
Uhrenturm in Kamphaeng Phet

- Geschichtspark Kamphaeng Phet – mehrere Gebiete in der unmittelbaren Umgebung der alten Stadt mit einer beeindruckenden Sammlung von Tempeln
- Wat Phra Kaeo – Tempelanlage innerhalb der Stadtbefestigung, große Buddhafiguren und ein beeindruckender Chedi mit Löwenfiguren
- Nationalmuseum Kamphaeng Phet – Bronzeskulpturen und Keramiken aus den verschiedenen Stilepochen, Mon-Kunst.
- Altstadt „Mueang Nakhon Chum“ – vier restaurierte elegante Chedis und Überreste eines Forts
- Wat Chang Rop – Tempel mit 68 Elefantenbüsten
- Das Kamphaeng Phet Minibanana-Festival – ein traditionelles Fest zur lokalen Bananen-Art, die „Kluai Khai“ genannt wird, mit Koch-Wettbewerben für traditionelle Gerichte wie „Khao Kraythip“ und „Khao Krayasat“. Es findet jährlich statt von September bis Oktober.

## Söhne und Töchter der Stadt
- Arnon Buspha (* 1988), Fußballspieler
- Wisarut Pannasi (* 1982), Fußballspieler
- Jetnipit Pompa (* 2006), Fußballspieler
- Saharat Posri (* 1994), Fußballspieler
- Peerakiat Siriluethaiwattana (* 1989), Tennisspieler
- Suradet Thongchai (* 1987), Fußballspieler
- Phongsakon Trisat (* 2001), Fußballspieler